# Assemblée provinciale de la Tshuapa
Bureau définitif
Boende
L’Assemblée provinciale de la Tshuapa est l’organe législatif de la province de la Tshuapa, située en République démocratique du Congo. Elle joue un rôle central dans la gestion administrative et législative de la province, en représentant les intérêts des citoyens et en contrôlant l’action de l’exécutif provincial.

## Historique
L'assemblée provinciale de la Tshuapa a été créée en 2015, à la suite de la réorganisation territoriale de la République démocratique du Congo qui a conduit à la découpe de l’ancienne province de l’Equateur en plusieurs entités. Elle incarne la volonté de décentralisation et de rapprochement des institutions provinciales des populations locales.

### Siège
Le siège de l’assemblée provinciale est situé dans la ville de Boende, chef-lieu de la province de la Tshuapa. L’immeuble abritant l’assemblée symbolise l’autorité provinciale et constitue le centre des décisions législatives pour la région,.

## Corps et structure

### Membres
L’assemblée provinciale est composée de députés provinciaux élus au suffrage universel direct. Leur nombre est déterminé en fonction de la population de la province et des dispositions légales en vigueur. Ces membres représentent les différentes circonscriptions électorales de la Tshuapa.

### Bureau de l’assemblée
Le bureau de l’assemblée provinciale est l’organe dirigeant chargé de coordonner les activités de l’institution. Il est composé d’un président, d’un vice-président, d’un rapporteur et de leurs adjoints. Ces responsables sont élus par leurs pairs parmi les députés provinciaux.

### Commissions permanentes
L'assemblée provinciale de la Tshuapa dispose de plusieurs commissions permanentes chargées de l’examen des projets et propositions de lois ainsi que du suivi des politiques publiques. Chaque commission est spécialisée dans un domaine précis, comme les finances, la santé, l’éducation, ou encore les infrastructures.

## Rôles et missions
L’assemblée provinciale de la Tshuapa a pour mission principale d’élaborer les lois provinciales et de contrôler l’exécution du budget et des politiques menées par le gouvernement provincial. Elle joue également un rôle de représentation des citoyens en portant leurs préoccupations au sein des débats publics.
Les principaux rôles incluent :
- L’élaboration et l’adoption des lois provinciales[6].
- Le contrôle de l’action de l’exécutif provincial.
- L’approbation du budget provincial.
- La supervision de la mise en œuvre des politiques publiques.

## Défis et enjeux
Malgré son importance, l’Assemblée provinciale de la Tshuapa fait face à plusieurs défis :
- Insuffisances budgétaires : Les ressources financières allouées à l’institution sont souvent limitées, ce qui complique l’exécution de ses missions.
- Manque d’infrastructures : Les moyens matériels et les infrastructures disponibles sont parfois inadéquats pour soutenir les travaux des députés.
- Problèmes de gouvernance : Comme dans d’autres institutions, des questions de transparence et de bonne gouvernance peuvent surgir.
- Conflits locaux : Les tensions entre communautés ou groupes d’intérêts peuvent perturber les activités législatives.

Malgré ces obstacles, l’Assemblée provinciale de la Tshuapa reste un acteur clé dans le développement et la stabilité de la province.